# 2009 في الأردن
فيما يلي قوائم الأحداث التي وقعت خلال عام 2009 في الأردن.

## سياسة

### تعيين في المنصب
- 14 ديسمبر – سمير زيد الرفاعي رئيس وزراء الأردن.

### انتهاء فترة المنصب
- 14 ديسمبر – نادر الذهبي رئيس وزراء الأردن.

## أفلام
من الأفلام التي صدرت هذه السنة في الأردن:
- 11 ديسمبر – كابتن أبو رائد

## برامج ومسلسلات وأنمي
- راعية الوضحا

## مواليد

### يناير
- 1 يناير – إيمان بيشة مغنية.